# Titta vi spökar 3
Titta vi spökar 3 (House 3 The horror show) är en amerikansk skräckfilm från 1989.

## Rollista
- Lance Henriksen – Lukas McCarthy
- Brion James – Max Jenke
- Rita Taggart – Donna McCarthy
- Dedee Pfeiffer – Bonnie McCarthy
- Aron Eisenberg – Scott McCarthy
- Thom Bray – Peter Campbell
- Matt Clark – Dr. Tower
- David Oliver – Vinnie
- Terry Alexander – Casey
- Lewis Arquette – Lt. Miller
- Lawrence Tierney – Warden
- Alvy Moore – Chili Salesman
- Zane W. Levitt – Executioner
- Stephen A. Henry – Morgue Doctor